# Certame coronario
El Certame coronario fue un concurso de poesía en lengua vernácula organizado en 1441 en Florencia por Leon Battista Alberti, bajo el patrocinio de Pedro de Cosme de Médici.
La intención era mostrar cómo la lengua vulgar tenía plena dignidad literaria y también podía lidiar con los argumentos más elevados, en un período que presenció, con el florecimiento del humanismo, una fuerte reanudación del uso del latín. En la competencia, que tuvo como recompensa una corona de laurel de plata (de ahí el nombre), participaron escritores conocidos de la época y comentaristas populares, que tuvieron que redactar textos sobre el tema «La verdadera amistad». Tuvo lugar el 22 de octubre de 1441 en la catedral de Santa María del Fiore, et asistió una gran audiencia, que incluía a un grupo de autoridades civiles y religiosas de la ciudad.
El premio no fue asignado a ninguno de los poetas que hablaron porque las obras no se consideraron dignas, y en cambio fue entregado a la iglesia donde se hizo la competencia.
El hecho de que la corona no haya sido asignada a ninguno de los poetas en la carrera «demostraba» que la rehabilitación de la lengua vernácula aún no estaba completamente madura. Sin embargo, el certamen coronario era una indicación de una tendencia ya irreversible.
En la segunda mitad del mismo siglo, el renacimiento literario de la lengua vernácula tuvo lugar principalmente en Florencia: y no es de extrañar, ya que en Florencia la literatura vernácula tenía una tradición ilustre y prestigiosa, que podía presumir de verdaderos clásicos, como Dante, Petrarca y Boccaccio. Precisamente a esta tradición los poetas del círculo médico, con Lorenzo el Magnífico a la cabeza, recurrieron en busca de modelos.